# Hagyó-Kovács Gyula
Hagyó-Kovács Gyula (teljes nevén Hagyó-Kovács Gyula András) (Sajóvárkony, 1888. március 14. – Pannonhalma, 1960. március 9.) ciszterci szerzetes, Előszállás uradalmának jószágigazgatója, mezőgazdász, felsőházi tag.

## Munkássága
1908-ban lépett a rendbe. Teológiai, majd a budapesti egyetemen végzett matematikai és fizikai tanulmányai után 1913-ban pappá szentelték. 1914-1917 között - Békefi Remig zirci apát kérésére - Magyaróváron a Gazdasági Akadémián folytatta tanulmányait és mezőgazdász oklevelet szerzett; ezt követően a ciszterciek 31 000 katasztrális holdnyi birtokát irányította a Fejér vármegyei Előszálláson. Jószágigazgatói működése alatt az uradalom az ország - a mezőhegyesi mellett - második legkorszerűbb, legjövedelmezőbb mezőgazdasági nagyüzeme lett. Fejlesztette az állattenyésztést, növelte a kukorica és cukorrépa vetésterületét és hozamát. Gondot fordított a gépesítésre. Nyugat-európai és afrikai tanulmányutat tett. Nem feledkezett meg az ott dolgozókról sem. A cselédek életkörülményeit, jövedelmi, egészségügyi és iskolázási feltételeit nagymértékben javította.
1939-től Fejér vármegye küldötteként az országgyűlés főrendi házában a földreform érdekében szólalt fel. 1940-ben azonban a Teleki Pál által felajánlott földművelésügyi miniszteri széket nem fogadta el.
1944 végén a front közeledtével beosztottjait arra buzdította, hogy maradjanak a nép mellett, megtiltotta, hogy bárki elhagyja munkahelyét. 1945-ben a földosztást saját elgondolása szerint akarta irányítani, ezért a katonai bíróság rövidebb időre őrizetbe vette. Előszállásra többé nem térhetett vissza. 1945-től 1950-ig Budapesten a rend tanulmányi házában, a Bernardiumban lakott, Endrédy Vendel zirci apát megbízásából a rend központi vagyonkezelését végezte.

## Meghurcolása és elítélése
Hagyó-Kovácsot 1950-ben letartóztatták, majd 1951-ben a Grősz József kalocsai érsek elleni koncepciós per hetedrendű vádlottjaként "népellenes magatartás" címén 13 évi börtönre ítélték. A per részleteiről a korabeli sajtó beszédes címekkel tudósított: a Világosság című folyóirat 1951. június. 26.-i számában például „A vádlottak szerteágazó aknamunkájukkal új, véres háborút akartak előkészíteni” címmel számolt be a perről. A Hagyó-Kovács ellen felhozott vádak egy része, amelyre az Északmagyarország című lap 1951. július 3-i száma „egy nagykarácsonyi kisfiú meggyilkolásaként” hivatkozik, az 1935-ös ún. Retyege-tavi ügyre vezethető vissza. Az Előszálláshoz közeli halastóban előszeretettel fürdőztek a helyi gyerekek, amit a környék intézője, Zalay Kálmán nem nézett jó szemmel. Hogy elijessze a gyerekeket, vasvillákat szúratott a tó talajába. Egy, a tiltás ellenére a tóba ugró kisfiú így lelte halálát. A Veszprémi Levéltárban őrzött visszaemlékezései szerint Hagyó-Kovács csak utólag szerzett tudomást Zalay intézkedéséről, a gyerek halálát pedig csak a temetés utáni napon jelentette neki Bosnyák Pongrác plébános. A Grősz-perről tudósító sajtó azonban tényként kezelte, hogy az intézkedés Hagyó-Kovács tudtával és beleegyezésével történt. A Világosság említett száma beszámol arról is, hogy a tárgyaláson tanúként megjelent az elhunyt fiú apja, Szabó Mihály előszállási cseléd, akinek a vallomás szerint Hagyó-Kovács megtiltotta, hogy feljelentést tegyen, és harminc pengőt „lökött elő” kárpótlásul.
A Hagyó-Kovács ellen felhozott vádak másik része a cselédséggel kapcsolatos bánásmódra irányult. A Szabad Nép 1951. június 21. száma idézi Hagyó-Kovács vallomását: „Magam is megpofoztam három cselédet. Gazdatisztjeink is durván, gorombán bántak velük. Én erről tudtam és helybenhagytam ezt.” Ezekhez a vádakhoz javarészt Sándor András Hiradás a pusztáról című, 1950-ben megjelent könyve szolgált alapként, amelyre hivatkoztak is a tárgyaláson. A kommunista párttag Sándor, aki a felszabadulást követően telepedett le Nagykarácsonypusztán, nem fest túl kedvező képet a jószágkormányzóról:
„A cselédnek sohasem volt nyugta. Hagyó-Kovács Gyula, a jószágkormányzó, messze földön híres volt irgalmatlanságáról. Jellemző erre, hogy a nagykarácsonyiak között két emlék maradt meg legerősebben. Egyik a hajnali ordítás: »ganézni, hej!« A felszabadulás óta, mind a mai napig ezt tartják a nagykarácsonyi volt cselédek, a pusztaiak a demokrácia egyik legnagyobb ajándékának: nem hallják ezt a hangot és nem kell felkelni hajnali két órakor. A másik emlék Hagyó-Kovács mondása: »A szegény embernek elég annyit tudni, hogy a fát kikerülje.« A rabszolgaságnak huszadik századbeli változata volt ez, bármiféle személyi szabadság és lelkiismereti szabadság nélkül.”
A lelkileg és fizikailag is megtört Hagyó-Kovácsot a pert követően a váci börtönbe szállították, ahol a következő éveket javarészt rabkórházban töltötte. 1956-ban szabadult, 1957-ben - egy kórházban - ismét letartóztatták és a Mosonyi úti rabkórházba szállították, ahonnan augusztus 23-án engedték el. Utolsó éveit Pannonhalmán töltötte.

## Emlékezete

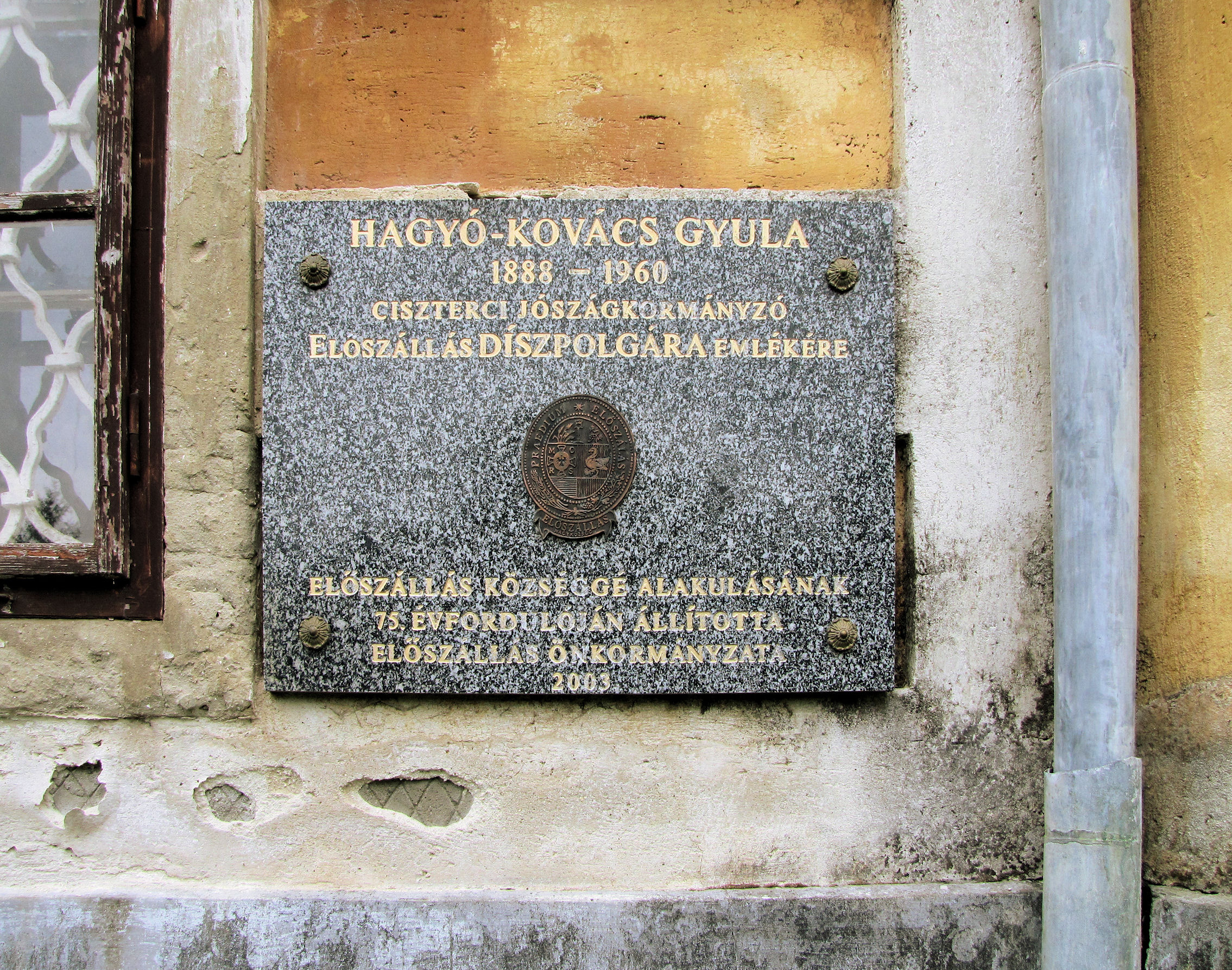
Előszállás, Hagyó-Kovács Gyula emléktáblája a rendházon.

Az előszállási templomban ma is látható az a Jó Pásztor-szobor, amelyet a harmincas években az előszállási cselédek ajándékoztak Hagyó-Kovács Gyulának. A rendszerváltást követően a község díszpolgárává választották, és 2003-ban emléktáblát avattak a tiszteletére az egykori rendház homlokzatán.

## További irodalom
- Farkas Gábor: Az előszállási uradalom igazgatása, 1920-1945 (Levéltári Szemle, 1982. 1. sz.).